# Charles Poncet
Charles Poncet, né le 31 décembre 1946 à Genève (originaire du même lieu), est un avocat et ancien conseiller national.

## Biographie
Après des études classiques au Collège Calvin à Genève, il obtient en 1969 une licence en droit à l'université de Genève. En 1971, il passe son brevet d'avocat. Parti aux États-Unis, il obtient un diplôme de droit comparé (Master of Comparative Law) à la faculté de droit de l'université de Georgetown à Washington D.C. 
Il pratique le Barreau à Genève, à Zurich, à Londres et à Washington D.C. Il est également chargé de recherches à l'Institut pour le droit du commerce étranger et international de l'université de Georgetown. Charles Poncet est aussi docteur en droit de l'université de Genève. Il est l'auteur de nombreuses publications juridiques en droit de la presse et en matière d’arbitrage. 
Il est l'avocat en Suisse de la famille Kadhafi, et en particulier d’Hannibal Kadhafi, lorsque ce dernier est arrêté à Genève en compagnie de son épouse et accusé de violence envers ses domestiques en juillet 2008, une affaire qui provoque une crise diplomatique entre la Suisse et la Libye.
Il est marié est père de quatre enfants. 

## Parcours politique

### Parti libéral
Il est député au Grand Conseil genevois de 1989 à 1993 et au Conseil national de 1991 à 1995 au sein du Parti libéral suisse (PLS).
En tant qu’éditorialiste pour l’hebdomadaire romand l’Hebdo et aux côtés des membres du Parti radical-démocratique et du Parti libéral, Charles Poncet participe en 2007 à l’offensive décisive ayant précipité la fin de la culture squat de Genève. Dans un éditorial, il décrit les squatteurs comme des « "morpions", qui se logent dans le système pileux et y provoquent l'exaspérante pédiculose pubienne. », se réjouissant « que les forces de l'ordre viennent [leur] administrer le spray aseptisant qu'appellent [leurs] invasions intempestives. ». Ces propos susciteront une vive polémique,.
Il n'adhère pas au PLR à la suite de la fusion de son parti libéral avec le parti radical.

### Union démocratique du centre
Le 16 novembre 2022, à l’occasion du lancement par l'Union démocratique du centre (UDC) d’une initiative en faveur de la police, il confirme qu'il a adhéré à l'UDC en automne 2021, le justifiant par le fait que ce parti est le seul qui ait « une ligne cohérente » sur les questions de sécurité,. Élu député au Grand Conseil le 2 avril 2023, il est doyen de fonction lors de la séance d'installation le 28 avril 2023.
Il est élu conseiller national en 2023, 30 ans après son dernier mandat. Le 17 novembre 2023, il annonce renoncer à siéger au Conseil national pour laisser la place à Thomas Bläsi.
Il annonce, le 6 juin 2024, quitter l’UDC et siéger dès lors en tant qu’indépendant. Pour justifier sa décision, il évoque "des tensions avec le chef de groupe, Yves Nidegger, et le nouveau président du parti (élu en décembre), Lionel Dugerdil."  Le 19 mais 2025, il annonce au micro de Léman Bleu sa démission du Grand Conseil.